# Станка Николица-Спасо-Еленина
Станка Нико̀лица Спасо-Еленина (имена по съпруг: презиме Николица, фамилия Икономова; 1835 – 7 декември 1920) е българска книжовничка и преводачка, сред първите български поетеси и първата българка, отпечатала стихотворение.

## Биография
Родена в село Арнаут (днес Пороище), Разградско през 1835 г., почива в Разград през 1920 г. Тя учи при бъдещия си съпруг възрожденеца Никола Икономов. Той е роден в Жеравна през 1820 г., създава първото взаимно и първото класно училище в Разград, автор е на книгата „Земледелие“, с която поставя началото на селскостопанската литература в страната. Двамата се женят през 1852 г. Той приема църковен сан през 1874 г. и става свещеник. Събужда у нея интерес към руската и сръбската литература.
Станка Икономова работи като учителка в девическите училища в Разград до 1866 г. и в Русе от 1866 до 1871 г. След това се завръща и учителства в Разград до края на живота си. Членува в разградското женско дружество, дарителка е на женското благотворително дружество „Ступанка“.

## Творчество
Станка Николица Спасо-Еленина е първата преводачка в България на произведенията на Доситей Обрадович. През 1853 г. издава части от негови съчинения под заглавие „Две приказки за славните жени и за Аза человекомразеца“, с което се утвърждава като първата българка, поставила открито въпроса за еманципацията на жената. Книгата е въведена като учебно помагало в някои български училища през Възраждането.
Станка Николица е сред първите български поетеси. Подготвя за печат преводите на „Многострадална Геновева“ и „Касиа царица“, неин роман, който не успява да издаде.

## Памет
Къщата музей „Станка и Никола Икономови“ в Разград е открита на 17 април 1980 година като част от Регионалния исторически музей. В нея се помещава изложба от снимки, документи и възстановка на елементи от семейния им бит.
На Станка Спасо-Еленина са посветени литературните празници „Поетични хоризонти на българката“ в Разград, които се провеждат всеки 5 г.